# Kolbasov
Kolbasov (rus. Ковбасів – Kovbasiv) – wieś (obec) na Słowacji położona w kraju preszowskim, w powiecie Snina. Pierwsze wzmianki o miejscowości pochodzą z roku 1548.
Według danych z dnia 31 grudnia 2012, wieś zamieszkiwało 91 osób, w tym 45 kobiet i 46 mężczyzn.
W 2001 roku rozkład populacji względem narodowości i przynależności etnicznej wyglądał następująco:
- Słowacy – 84,62%
- Rusini – 7,69%
- Ukraińcy – 2,31%

Ze względu na wyznawaną religię struktura mieszkańców kształtowała się w 2001 roku następująco:
- Katolicy rzymscy – 0,77%
- Grekokatolicy – 92,31%
- Prawosławni – 1,54%
- Ateiści – 0,77%
- Nie podano – 4,62%